# Gunjan Saxena
A Tenente de Voo Gunjan Saxena (nascido em 1975)  é uma oficial da Força Aérea Indiana (IAF) e ex-piloto de helicóptero. Ela ingressou na IAF em 1994 e é uma veterana da Guerra Kargil em 1999. Ela é a única mulher a fazer parte da Guerra Kargil, tornando-a a primeira mulher oficial da IAF a ir para a guerra (também listada como "a primeira mulher a voar numa zona de combate").  Ela é a primeira de duas mulheres juntamente com a Tenente de Voo Srividya Rajan da IAF a entrar numa zona de guerra voando com helicópteros Cheetah. Uma das suas principais funções durante a Guerra de Kargil foi evacuar os feridos de Kargil, transportar mantimentos e ajudar na vigilância. Ela faria parte das operações para evacuar mais de 900 soldados, feridos e mortos, de Kargil. Em 2004, depois de servir como piloto por oito anos, a sua carreira como piloto de helicóptero terminou; comissões permanentes para mulheres não estavam disponíveis durante o seu tempo.
O filme de Bollywood de 2020 Gunjan Saxena: The Kargil Girl é inspirado na sua vida.